# Marek Bliziński
Marek Bohdan Bliziński (ur. 22 marca 1947 w Warszawie, zm. 17 marca 1989 tamże) – polski gitarzysta jazzowy i kompozytor. Grał m.in. w zespołach Janusza Muniaka, Michała Urbaniaka, Wojciecha Karolaka, Jana Ptaszyna Wróblewskiego i Zbigniewa Namysłowskiego.
Marek Bliziński był pierwszym w Polsce gitarzystą jazzowym klasy światowej. Stylistycznie należał do głównego nurtu jazzu, był kontynuatorem tradycji gitary elektrycznej, wywodzącej się od Charlie Christiana i reprezentowanej potem przez takich muzyków, jak: Kenny Burrell, Barney Kessel, Wes Montgomery, Jim Hall, Joe Pass, Pat Metheny i John Scofield.

## Kariera muzyczna
Pochodził z rodziny o dużych tradycjach kulturalnych. Był wnukiem Bohdana Marconiego, prawnukiem Władysława Marconiego i Stefana Szyllera oraz praprawnukiem Henryka Marconiego. Pierwszą gitarę otrzymał na gwiazdkę 1962 roku. Uczył się zupełnie sam. Zadebiutował w 1965 roku w zespole Pesymiści. W roku 1966 założył grupę Czterech, z którą najpierw nagrał płytę „Śpiew wiosny", a następnie zainicjował wykonywanie utworów J.S. Bacha w transkrypcji na trzy gitary i perkusję. W 1967 roku grupa ta zajęła pierwsze miejsce w „Igrcach Gliwickich”, a Bliziński otrzymał pierwszą nagrodę w kategorii instrumentalistów.
W jednym z listów pisał:

Praca z tym zespołem dała mi wiele, zarówno w doskonaleniu techniki gry, jak i w nabraniu szacunku dla czasu, tj. tempa i precyzji rytmicznej, a przede wszystkim nauczyłem się wówczas dyscypliny wewnętrznej – nieodzownej do dalszej pracy nad sobą.

W 1971 roku współpracował już z grupą Krzysztofa Sadowskiego oraz z Wandą Warską. Założył kwartet „Generacja” wyróżniony na festiwalu „Jazz nad Odrą” – 1971, gdzie otrzymał 3 nagrodę w kategorii instrumentalistów. Od tego momentu rozpoczął współpracę z zespołami i solistami: zespół Zbigniewa Namysłowskiego, grupa Michała Urbaniaka, kwintet Tomasza Stańki, Jana Jarczyka, zespół Włodzimierza Nahornego, Adam Makowicz, Novi, Bemibek, Studio Jazzowe PR pod dyr. Jana Ptaszyna Wróblewskiego, orkiestra PR i TV pod dyr. A. Trzaskowskiego, grupa Mainstream Wojciecha Karolaka i grupa Janusza Muniaka.
Zimą 1976 roku wziął udział w warsztatach jazzowych „Radost ’76” w Mąchocicach k. Kielc, co zostało uwiecznione w filmie dokumentalnym pt. „Gramy Standard!” w reż. Andrzeja Wasylewskiego.
Był niezwykle pracowity, ćwiczył bezustannie, dążył do maksymalnej precyzji i perfekcji. Dopiero pod koniec lat siedemdziesiątych założył własne trio, z którym występował w klubach, dokonał szeregu nagrań radiowych i wydał autorską płytę „The Wave” (Poljazz). W roku 1982, kiedy magazyn Jazz Forum rozpisał pierwszą ankietę Jazztop, Marek zdobył największą liczbę głosów w kategorii gitary. W następnych latach ustępował popularnością tylko Jarosławowi Śmietanie i zaliczany był do dwóch najlepszych w kraju.
W latach 1983–1984 Marek został ponownie zwerbowany przez Namysłowskiego. Z grupą Air Condition występował wtedy na wielu liczących się festiwalach w Europie i w Kanadzie. Recenzent Johnny Olson tak pisał w szwedzkiej gazecie „Nya Wermlands – Tidningen” z dnia 26 kwietnia 1983 roku:

Szokujący. Przykuł mnie do krzesła grą na gitarze, która miejscami była szokująco dobra. Stoi spokojnie niby posąg, z twarzą zupełnie bez wyrazu, lecz z bezpośrednim połączeniem pomiędzy mózgiem i gitarą a grą odkrywa dobrze ugruntowaną znajomość historii improwizacji na instrumencie. Na dystansie czterech taktów zdążył stanąć po kolana w bluesowej glinie, gdzieś w delcie Missisipi, oddać syntezę kanonów gitarowych lat pięćdziesiątych i w końcu żeglować przez kilka współczesnych wzorów funk, z gatunku, które przyprawiają o zawrót głowy. Techniczne problemy wydają się być mu całkiem nieznane. Gra z niesłychanym swingiem, kiedy chce. Czego by nie robił, robi to z ostrą jak brzytwa rytmiczną precyzją. Człowiek godny uwagi: jeden z najlepszych, których słyszałem w życiu, a słyszałem już paru.

Mimo licznych sukcesów, udanych nagrań z wieloma artystami, Marek Bliziński nie miał szczęścia do własnych solowych nagrań. Zrażony niedoskonałą realizacją jego pierwszej solowej płyty, wszystkie oszczędności przeznaczał na unowocześnianie instrumentarium i wyposażenie własnego studia nagraniowego. Zaczął pracować wspólnie z kolegami jazzmanami na statkach wycieczkowych Royal Viking. W przerwach między rejsami w swoim domowym studiu przygotowywał nagrania na kolejną solową płytę.
Był gitarzystą wszechstronnym (również dobrym basistą). Kazimierz Czyż pisał tak:

Jego gra to synteza skupienia i starannego doboru materiału dźwiękowego. Nigdy chyba nie wykonywał tzw. popisów, gdzie palce szybsze są od myśli; jest zawsze skoncentrowany i gra jakby dla siebie, bez próby epatowania publiczności. Chyba właśnie to introwertyczne podejście do występu powoduje, że jest prawie niezauważalny na estradzie; istnieje tylko jego muzyka.

Był cenionym teoretykiem. Małomówny i niezbyt komunikatywny w bezpośrednich kontaktach z ludźmi, dysponował bogatą wiedzą. W 1982 roku zaskoczył wszystkich książką „Gitara Jazzowa”, napisaną zrozumiałym językiem. Kompendium wiedzy o instrumencie uzupełnił doświadczeniami pedagogicznymi, zdobytymi podczas pracy z uczniami warsztatów jazzowych w Chodzieży i Mąchocicach.
Sporadycznie współpracował z magazynem „Jazz Forum” i miesięcznikiem „Jazz”, pisząc na zamówienie recenzje płyt i książek związanych z gitarą.

## Choroba
Mało kto wiedział o chorobie Marka Blizińskiego. W 1985 roku przeszedł operację raka skóry, która jak się wydawało zakończyła się sukcesem. Otrzymał zalecenie unikania słońca. 28 maja 1988 roku wyruszył na kolejny rejs po oceanach świata. Wielomiesięczne przebywanie na morzu zaczęło dawać znać o sobie. Tracił odporność psychiczną, pogrążał się w depresji, słabł w oczach kolegów. 19 grudnia, na dwa tygodnie przed końcem rejsu na Jamajce, lekarz pokładowy wypisał go ze statku, nakazując natychmiastowy powrót do domu.
W szpitalu w Warszawie rozpoznano przerzuty, związane z zaawansowaną chorobą nowotworową. Po trzech miesiącach zmarł w szpitalu. Pochowany został na cmentarzu ewangelicko-reformowanym w Warszawie (kwatera I-6-4)

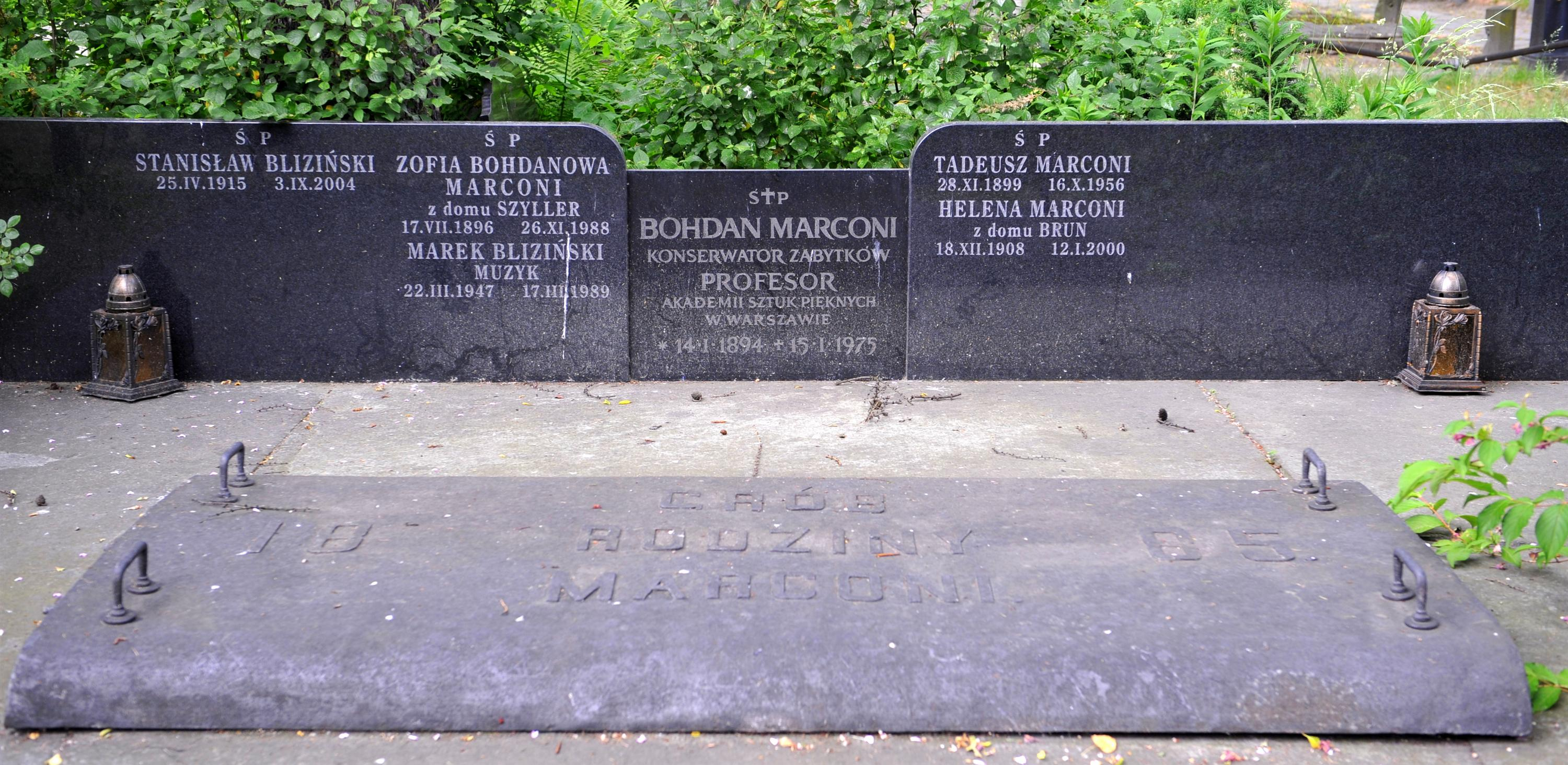
Grobowiec rodziny Marconi i Marka Blizińskiego na warszawskim cmentarzu ewangelicko–reformowanym w Warszawie

Pierwotna wersja tekstu pochodzi z notatki O autorze, napisanej przez J. Popławskiego, w książce „Gitara Jazzowa”. Publikacja za zgodą autora.

## Dyskografia
- Śpiew wiosny (1967, Czterech)
- Bemowe Frazy (1974, Bemibem)
- Question Mark (1978, Janusz Muniak Quintet)
- Flyin’ Lady (1978, Jan Ptaszyn Wróblewski)
- The Wave (1979, trio)
- Z Lotu Ptaka (1980)
- Dla ciebie jestem sobą (1987, Poljazz PSJ 140, duet z Ewą Bem)
- Constellation (1988, Ryszard Szeremeta)
- Dziwna historia. Nagrania radiowe z lat 1967–1968 (2016, Kameleon Records KAMCD 39, Czterech)[6]
- Sprzedaj Mnie Wiatrowi. Nagrania archiwalne z lat 1970–1973 (2016, Kameleon Records KAMCD 41, Bemibek)[7]

## Publikacje
- Marek Bliziński, Gitara jazzowa: niezbędne wiadomości dla każdego gitarzysty, Professional Music Press, 1993, ISBN 83-900405-3-0.